# Jesse James chính truyện
Jesse James chính truyện (tiếng Anh: The true story of Jesse James) là một phim Viễn Tây do Nicholas Ray đạo diễn, xuất bản ngày 22 tháng 02 năm 1957 tại Los Angeles.

## Lịch sử
Truyện phim ban đầu dự định có nhan đề Anh em nhà James (The James brothers), được chuyển thể từ xuất phẩm điện ảnh năm 1939 Jesse James, dựa theo những giai thoại về đời hành hiệp của anh em Jesse và Frank James.

## Nội dung
Băng cướp James tiến hành cuộc đột kích táo bạo vào một nhà băng ở thị trấn Northfield (Minnesota). Tuy nhiên, cảnh sát kịp bắn chết ít nhất một thành viên và nhận diện được cả nhóm. Thất bại, Jesse và Frank phải trốn chui trốn nhủi trước áp lực truy nã của nhân viên Sở Liêm phóng Remington. Con số treo thưởng $30,000 đủ hấp dẫn để đồng bọn tạo phản và anh em nhà James xung đột ý kiến.
Rốt cuộc, cả băng ra đầu thú, ngoại trừ Jesse tiếp tục sống cuộc đời tha hương và bị truy lùng. Nhưng trong lúc ấy, nỗi nhớ mẹ, vợ và gia đình ấm cúng cứ bừng cháy trong lòng y. Jesse James phải đứng trước hai lựa chọn: Hoặc ra đầu thú và công khai mình chưa chết, hoặc mãi mãi mai danh ẩn tích dưới thân phận khác và bỏ mặc gia đình.

## Kĩ thuật
Phim được quay tại Minnesota năm 1956 It was directed by Nicholas Ray, with Robert Wagner portraying Jesse James và Jeffrey Hunter starring as Frank James. Filming took place during 1955. Originally titled The James Brothers in the United Kingdom, the film focused on the relationship between the two James brothers during the last 18 years of Jesse James' life..

### Sản xuất
- Nhà sản xuất: Herbert B. Swope Jr.
- Âm thanh: Eugene Grossman, Harry M. Leonard
- Trang điểm: Ben Nye, Helen Turpin

### Diễn xuất
- Robert Wagner... Jesse James
- Jeffrey Hunter... Frank James
- Hope Lange... Zerelda "Zee" James (vợ Jesse)
- Agnes Moorehead... Zerelda Cole James (mẹ anh em James)
- Alan Hale, Jr.... Cole Younger
- John Carradine... Rev. Jethro Bailey
- Biff Elliot... Jim Younger
- Frank Gorshin... Charley Ford
- Carl Thayler... Robby Ford
- Adam Marshall... Dick Liddell
- Anthony Ray... Bob Younger
- Louis Zito... Clell Miller
- Paul Wexler... Jayhawker
- Clegg Hoyt... Tucker